# Ражден
Ражден Иберийский, Ражден Перс или Ражден Первомученик (груз. რაჟდენ იბერიელი, груз. რაჟდენ სპარსი, груз. რაჟდენ პირველმოწამე) — один из грузинских первомучеников. Святой, почитаемый всеми православными церквями.

## Житие
Ражден был наставником персидской принцессы Балендухт, дочери персидского шаха Ормизда, вышедшей замуж за царя Иберии  Вахтанга Горгасали. Вместе с ней Ражден переселился в 452 году в Иберию , где и принял христианство.
В 456 г. новый персидский шах Фируз потребовал от Иберии расторгнуть союз с Византией. Получив отказ, он двинул войска против Иберии. В это время святой Ражден стал правителем  Мцхеты и принял активное участие в обороне столицы и близлежащих крепостей. Четыре месяца он вел упорную борьбу с вражеским войском и отогнал их от столицы. Однако во время очередной вылазки иберского отряда из крепости Армази Ражден был вероломно предан и доставлен к Фирузу. Древнегрузинская летопись повествует о том, что когда святого привели к шаху, он спросил Раждена о его происхождении и причине отступления от прежней веры и народа, на что Ражден отвечал:
Действительно так, царь, что я некогда оставил свое отечество и его богов, которые служат человеку и созданы для украшения вселенной, но я теперь служу Единому Истинному и Живому Богу, Который сотворил Небо и землю и все сущее, Который один имеет бессмертие и пребывает во Свете неприступном, Которого никто никогда не видел и не увидит. Это Единый Истинный Бог, Которого познал я в Трех Лицах и во Едином Существе. Но одно из Лиц Святой Троицы, Слово и Сын Отца, в конце веков, для спасения нашего, снизошло на землю, воплотилось от Святой Девы Марии, жило на земле, страдало, было пригвождено ко Кресту, умерло, в третий день по смерти воскресло, а в сороковой вознеслось на Небо и сидит одесную Отца. В конце мира Этот же Сын Божий, Иисус Христос, опять придет на землю со славою, чтобы судить живых и мертвых, и тогда праведные просветятся подобно солнцу, нечестивые же и непослушные Ему примут вечное мучение вместе с диаволом...Джуаншер Джуаншериани

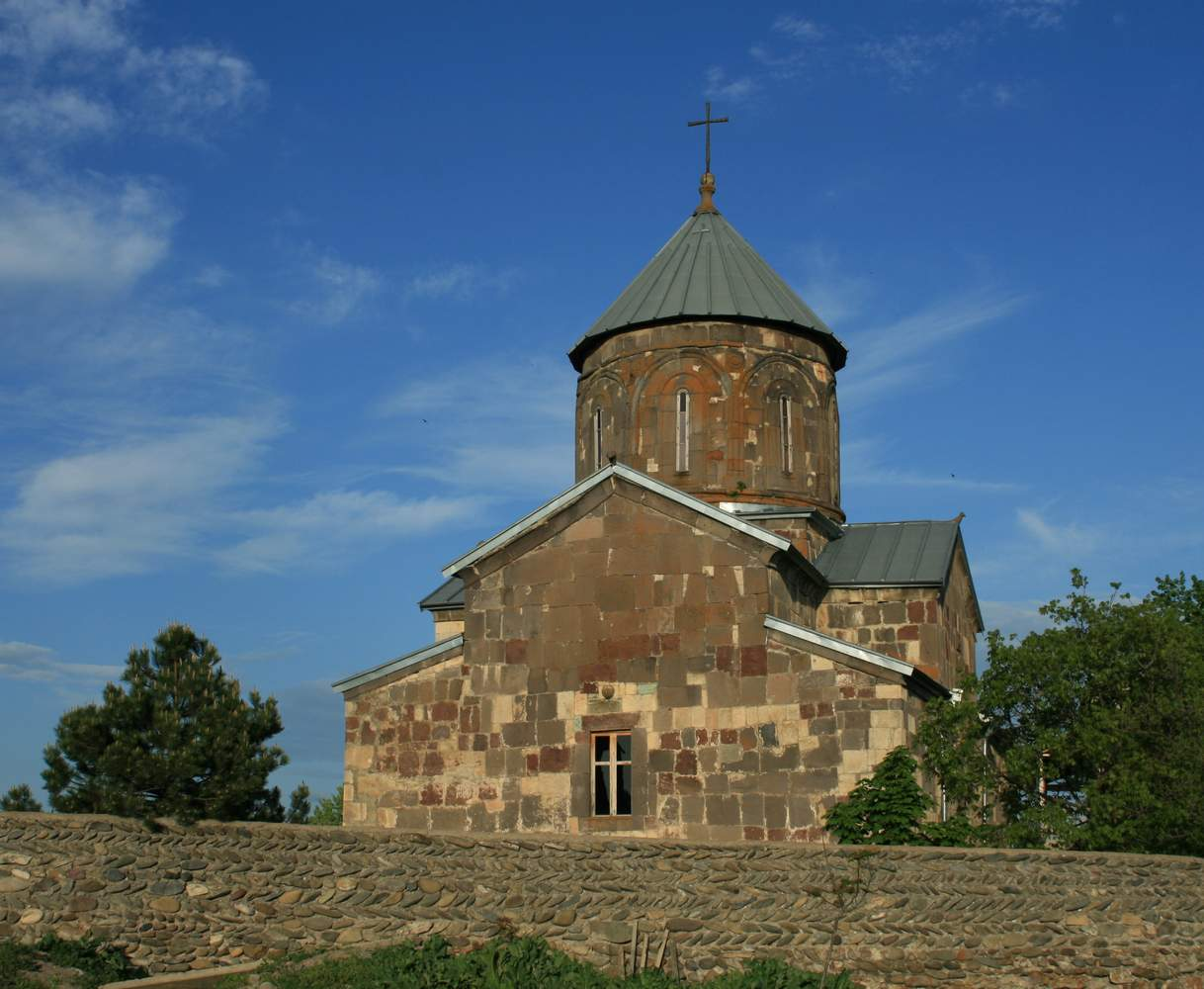
Никозский собор (Никози, Горийский муниципалитет, Грузия) — место захоронения Раждена.

После чего его начали истязать. По легенде, ночью ему явился Сам Спаситель и исцелил все раны. 
Пораженные персы решили тогда, что настало время исполнить приказ царя — распять мученика на кресте. Желая увеличить его страдания, персы выпросили у правителя стрелков. Пронзенный ядовитыми стрелами, подобно мученику Севастиану, святой Ражден скончался на кресте в местечке Цроми в 457 году.
Затем он был снят с креста и погреблен вблизи того места, где был распят. Вскоре, по приказу царя Вахтанга Горгасали мощи святого Раждена были перенесены в Никози и по сей день покоятся в Никозском соборе.